# Kanton Villeneuve-sur-Lot-1
Der Kanton Villeneuve-sur-Lot-1 ist seit 2015 ein französischer Wahlkreis im Arrondissement Villeneuve-sur-Lot im Département Lot-et-Garonne in der Region Nouvelle-Aquitaine; sein Hauptort ist Villeneuve-sur-Lot. 

## Gemeinden
Der Kanton besteht aus zwei Gemeinden und Gemeindeteilen mit insgesamt 15.785 Einwohnern (Stand: 1. Januar 2022) auf einer Gesamtfläche von 71,97 km²:
| Gemeinde                    | Einwohner 1. Januar 2022 | Fläche km² | Dichte Einw./km² | Code INSEE | Postleitzahl |
| --------------------------- | ------------------------ | ---------- | ---------------- | ---------- | ------------ |
| Lédat                       | 1.430                    | 12,43      | 115              | 47146      | 47300        |
| Villeneuve-sur-Lot          | 14.355                   | 59,54      | 241              | 47323      | 47300        |
| Kanton Villeneuve-sur-Lot-1 | 15.785                   | 71,97      | 219              | 4720       | –            |

1. ↑   Nur der nördliche Teil der Gemeinde, der Rest gehört zum Kanton Villeneuve-sur-Lot-2.